# Sclerosperma protomannii
Sclerosperma protomannii (лат.) — вид вымерших пальм, росших на территории современной Эфиопии во времена верхнего олигоцена (около 28—27 млн лет назад).

## Этимология
Видовой эпитет ссылается на сходство с современной Sclerosperma mannii.

## История изучения
Ископаемые остатки были обнаружены в позднеолигоценовых отложениях реки Гуан, Чилга, северо-запад Эфиопии. В 2018 году Фриджер Гримссон, Бонни Ф. Якобс, Йохан Л С. Х., Ван Валкенбург, Ян Ж. Виринга, Александрос Хафис, Нил Табор, Аарон Д. Пан и Рейнхард Зеттер описали вид по голотипу IPUW 7513/223. Также при описании использовались паратипы PUW 7513/224 в IPUW 7513/226.
Вместе со Sclerosperma protomannii была описана Sclerosperma protoprofizianum.

## Описание
Пыльца гетерополярная, контур слегка вогнуто-треугольный в полярном виде, бобовидный в экваториальном виде (выпуклая дистальная грань против вогнутой проксимальной грани); диаметр — 27—38 мкм в LM, 24—35 мкм в SEM; полярная ось достигает 9—12,5 мкм в LM. Свободно стоящие колумеллы встречаются крайне редко.
Имеет сходства с современными Sclerosperma mannii и Sclerosperma walkeri. Пыльца Sclerosperma protomannii значительно меньше пыльцы Sclerosperma walkeri.

## Систематика
Относится к роду Склеросперма из подсемейства Арековые.